# Sven Johan Almqvist
Sven Johan Almqvist, född 22 april 1769 i Visingsö församling, Jönköpings län, död 12 augusti 1843 i Gränna landsförsamling, Jönköpings län, var en svensk prästman och riksdagsman. Han var hovpredikant, kyrkoherde i Gränna stadsförsamling (ibland kallad "biskopen i Gränna") och representerade prästeståndet i Växjö stift vid riksdagarna 1810, 1812, 1815, 1817/1818 och 1823.
Almqvist var son till kyrkoherden i Visingsö, Johannes Almqvist. Han var far till åtta barn, däribland kyrkoherden Johan Magnus Almqvist, justitieministern Ludvig Teodor Almqvist och kyrkoherden Knut Wilhelm Almqvist. Sonen Carl Oscar var landskamrerare i Älvsborgs län och far till landskamreraren i Skaraborgs län Gerhard Ludvig Almqvist.

## Riksdagsuppdrag
1810 (urtima riksdagen)
- Ledamot i Bevillningsutskottet.
- Ledamot i Förstärkta statsutskottet.

1812 (urtima riksdagen)
- Ledamot i Bevillningsutskottet.
- Ledamot i Särskilda utskottet nr 3.
- Ledamot i Förstärkta statsutskottet.

1815 (urtima riksdagen)
- Ledamot i Allmänna besvärs- och ekonomiutskottet
- Ledamot i Ecklesiastika lagutskottet
- Ledamot i Förstärkta statsutskottet.
- Ledamot i Förstärkta konstitutionsutskottet.

1817/1818  (urtima riksdagen)
- Ledamot i Statsutskottet.
- Ledamot i Särskilda utskottet.

1823
- Ledamot i Statsutskottet.
- Ledamot i Förstärkta ekonomiutskottet
- Suppleant i Förstärkta bankoutskottet
- Suppleant i Förstärkta konstitutionsutskottet